# Thyatirodes godalma
Thyatirodes godalma là một loài bướm đêm trong họ Noctuidae.